# 格扎维埃·多尔夫曼
格扎维埃·多尔夫曼（法語：Xavier Dorfman，1973年5月12日—），法国男子赛艇运动员。他曾代表法国参加1996年和2000年夏季奥林匹克运动会赛艇比赛，其中2000年奥运会获得一枚金牌。